# Савка Іван Іванович (військовик)
Іва́н Іва́нович Са́вка (1992—2024) — український військовослужбовець, учасник російсько-української війни.

## Життєпис
Народився 1 вересня 1992 року в селі Колочава на Закарпатті.
У 2013 році закінчив факультет податкової міліції Національного університету державної податкової служби України.
У 2018 році капітан Податкової міліції України був відряджений в зону АТО, де отримав статус учасника бойових дій.
У  перший день повномасштабного вторгнення, 24 лютого 2022 року, добровільно став на захист Батьківщини, спочатку в районі Гостомеля, а з квітня 2022 року — у Бучі.
Наприкінці 2022 року був у складі зведеної роти на Харківщині. Командир стрілецької роти 133-го окремого батальйону сил територіальної оборони 114-ї бригади, лейтенант Збройних сил України з позивним «Майор» з осені 2023 року по лютий 2024 року виконував бойові завдання на Бахмутському напрямку, після чого проходив службу на Куп'янському напрямку.
За майже півтори роки повномасштабного вторгнення в лавах ЗСУ пройшов шлях від простого солдата до командира стрілецької роти.
26 липня 2024 року в районі населеного пункту Невське Сватівського району Луганської області група Івана, виконуючи бойове завдання, під час штурму противника потрапила під щільний мінометний обстріл, в результаті якого Іван Іванович отримав поранення несумісні з життям.
1 серпня 2024 року Герой похований на Байковому кладовищі.

## Нагороди
- За проявлену мужність у 2023 році був нагороджений нагрудним знаком Головнокомандувача Збройних сил України «Срібний хрест».[2]
- Нагороджений нагрудним знаком Командувача об’єднаних сил Збройних сил України «За службу та звитягу lll ступеня»
- Медаль «За службу Україні»
- Медаль «Честь.Слава.Держава»
- Медаль «За оборону рідної держави»
- Відзнака «За вірність присязі»
- Медаль «Ветеран війни»
- Медаль «Захисник Батьківщини» (посмертно)[3]
- Медаль «Святого Архістратига Михаїла» (посмертно)